# ماركسية لينينية ماوية
النظرية الماركسية اللينينية الماوية (بالإنجليزية: Marxism–Leninism–Maoism، واختصارًا: MLM أو M–L–M) هي فلسفة سياسية تستند على أفكار ماركس ولينين وماو تسي تونغ. كان أول تشكل رسمي لها في عام 1988 عن طريق الحزب الشيوعي في بيرو (البيروفي)، المعروف باسم الدرب المضيء.

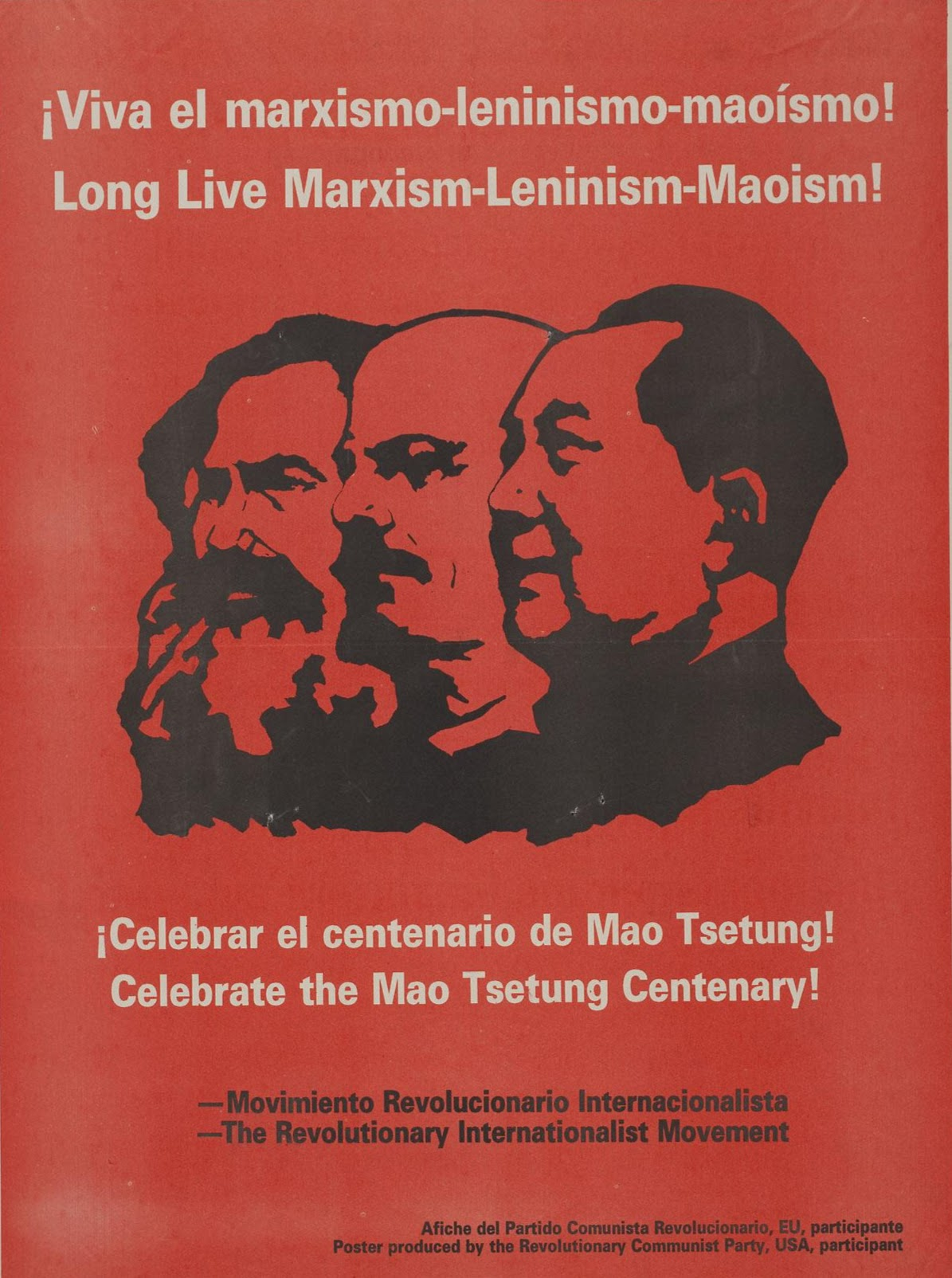

لم يحدث التوليف بين كل من الماركسية واللينينية والماوية خلال حياة ماو تسي تونغ. ولم تتوحد الجماعات التي كانت تطلق على نفسها اسم الماويين منذ ستينيات القرن العشرين، أو هؤلاء الذين دعموا الماركسية واللينينية وفكر ماو تسي تونغ، حول فهم مشترك للماوية، وكان لديهم عوضًا عن ذلك تفسيراتهم الخاصة لأعمال ماو تسي تونغ السياسية والفلسفية والاقتصادية والعسكرية. ولم تُجمع الماوية بوصفها مرحلة موحدة ومتماسكة من الماركسية، حتى أواخر ثمانينيات القرن العشرين عن طريق تجربة حرب الشعب التي خاضها حزب الدرب المضيء. وأدى ذلك بالدرب المضيء إلى أن يصنفوا الماوية بوصفها أحدث تطورات الماركسية في عام 1988.
نمت وتطورت النظرية الماركسية اللينينية الماوية بشكل كبير، لتُقدَم بوصفها قوة نشطة بالحركات الثورية في بلدان مثل البرازيل وكولومبيا والإكوادور والهند ونيبال والفليبين. وأدى ذلك أيضًا إلى بذل المجهود نحو تأسيس أو إعادة تأسيس الأحزاب الشيوعية الموجودة في بلدان مثل النمسا وفرنسا وألمانيا والسويد والولايات المتحدة.

## المكونات

### الديمقراطية الجديدة
تتبنى نظرية الديمقراطية الجديدة وجهة النظر القائلة بأن البلدان شبه الإقطاعية وشبه الاستعمارية، لديها سمة مزدوجة، في أنه على الرغم من كونها قوة رأسمالية استغلالية، إلا أنه يمكنها أيضًا أن تقف بجانب البروليتارية (ليس دائمًا) ضد الاستعمارية والإمبريالية والبرجوازية بالوكالة (والتي سيعود سبب وجودها إلى الإمبريالية). وبالطبع ليس هناك ضمانة على الإطلاق للدور الذي تلعبه البرجوازية الوطنية بوصفها أساسًا تقدميًا في النضال البروليتاري الذي يسعى للإطاحة بالإمبريالية، لأنها سوف تنقلب على البروليتاريا في خاتمة المطاف عندما يتقدم الموقف المعادي للإمبريالية. ونجد من الأمثلة على ذلك، كل من بالي كومبتر في ألبانيا عام 1943 وكومينتانج في الصين خلال عشرينيات القرن العشرين. تتحالف تلك القوى من البرجوازية الوطنية بشكل مؤقت مع بروليتارية بلدانها (على التوالي حزب العمال في ألبانيا والحزب الشيوعي في الصين) من أجل الإطاحة بالإمبريالية، ولكنها تنقلب في خاتمة المطاف على البروليتاريا، عندما تشعر أن وجودها على المدى البعيد سوف يكون مهددًا في المجتمع الجديد.
يُنظر إلى الديمقراطية الجديدة والتي تشبه كثيرًا سياسة الاقتصادية الجديد في روسيا، بوصفها مرحلة ضرورية (لكنها مؤقتة) من أجل تطور الاشتراكية على المدى البعيد، أو في هذه الحالة من أجل بناء الاشتراكية وتقويتها في المقام الأول. وترى الماوية أنه يجب على البرجوازية الوطنية في مرحلة الديمقراطية الجديدة أن تكون تحت قيادة البروليتارية دائمًا وبشكل حاسم، ويجب أن يُستغنى عنها بمجرد سماح الوضع الوطني بذلك (وبتعبير آخر، عندما لا يكون التناقض بين الإقطاع والجماهير هو التناقض الرئيسي بالنسبة للشعب، أو عندما تصل الثورة البرجوازية الديمقراطية إلى مرحلة متقدمة بشكل كافٍ) من أجل ديكتاتورية البروليتاريا الصريحة.

### التوجه الجماهيري
تحدد نظرية التوجه الجماهيري المبنية على نظرية الحزب الطليعي لدى فلاديمير لينين، الاستراتيجية اللازمة للقيادة الثورية للجماهير وتدعيم دكتاتورية البروليتاريا وتقوية الحزب من أجل بناء الاشتراكية. ويمكن تلخيص التوجه الجماهيري في عبارة (البدء من الجماهير والوصول إليهم). وتتكون تلك النظرية من ثلاثة عناصر أو مراحل على النحو التالي:
1. جمع الأفكار المتنوعة من الجماهير
2. معالجة أو تركيز تلك الأفكار من منظور الماركسية الثورية، على المدى البعيد، مصالح الجماهير (والتي قد لا تراها الجماهير نفسها أحيانًا بشكل واضح)، وفي ضوء التحليل العلمي للموقف بشكل موضوعي.
3. إرجاع تلك الأفكار المركزة إلى الجماهير في صورة منهج أو توجه سياسي والذي يدفع نضال الجماهير بشكل فعلي نحو الثورة.

ويجب تطبيق تلك الخطوات الثلاث مرارًا وتكرارًا، والارتقاء المتكرر في جوانب الممارسة والمعرفة نحو مراحل متقدمة وعالية.

### قانون التناقض
يدعم الماويون أعمال ماو تسي تونغ الفلسفية، وبالأخص عمله في الديالكتيك أو الجدل (حول التناقض) وعمله في الإبستمولوجيا (حول الممارسة).

### حرب الشعب الممتدة
تعتبر حرب الشعب بمثابة إستراتيجية ماوية من أجل الثورة، وتتبنى النقاط التالية:
- سوف تُسحق أي محاولة تبدأ في الكفاح ضد البرجوازية بشروطها الخاصة، مع استخدام نفس التكتيكات والاستراتيجيات كما تفعل (يستشهد الماويون بأنه بصرف النظر عن ثورة أكتوبر، فإن البرجوازية قد سحقت على الفور كل محاولة ثورية فردية استخدمت الكفاح التقليدي).
- لا يمكن التنبؤ بموعد توافر الشروط الموضوعية للثورة. وبالتالي يجب على الشروط الذاتية مثل الوعي الطبقي، أن تؤسَس مقدمًا منذ أجل طويل بعيد.
- لا يحدث الاستيلاء على سلطة الدولة بشكل عام من خلال هجمة واحدة قوية. فينشأ موقف القوة المزدوجة عبر مسار حرب الشعب الممتدة، عندما تسيطر الطليعة البروليتارية في قطاعات من البلد في نفس الوقت الذي تسيطر فيه البرجوازية.
- لا يمكن للحزب أن يأمل في قيادة البروليتاريا خلال الاستيلاء على السلطة، إذا لم يكن لديها خبرة عسكرية. وهكذا يجب أن تُكتسب الخبرة العسكرية مقدمًا منذ وقت بعيد من الاستيلاء على السلطة، وتُكتسب الخبرة من خلال القتال الفعلي حتى لو كان ذلك على نطاق محدود. ولا تُقدر السلطة المزدوجة بثمن في توفيرها لتلك الخبرة العسكرية (إلى جانب المعرفة المدنية ودعم أعمال الدعاية والمساعدة المادية للحزب والتوسع وتحسين التوجه الجماهيري)، هذا بالإضافة إلى أنها تمثل تطورًا ضروريًا نحو ديكتاتورية البروليتاريا.

أكد العديد من الأحزاب الشيوعية في وثيقة مشتركة صادرة عام 1998، على الاختلاف بين توجه استراتيجي محدد لحرب الشعب الممتدة، وبين توجه آخر أكثر عمومية (وقابل للتطبيق عالميًا). وتُعرَّف حرب الشعب الممتدة بوصفها تطبيقًا محددًا لمفهوم حرب الشعب على البلدان ذات الكثافة الكبيرة من الفلاحين (أو غالبيتهم) وتتضمن تطويقًا للمدن من مناطق السيطرة الشيوعية الأساسية في الريف. ويُعتبر موضوع تطبيق حرب الشعب على بلدان العالم الأول الصناعي، من الموضوعات الخاضعة لكثير من الجدل. وتطرح العديد من المؤسسات مثل أر. آي. إم. والحزب الشيوعي الثوري في كندا، الفكرة القائلة بأن الكثير من حرب الشعب المفترضة في العالم الأول، ستحدث في مناطق متحضرة.

### الثورة الثقافية
انتبه الماويون بشدة إلى تجارب ودروس الثورة الثقافية البروليتارية الكبرى والتي سعت إلى استئصال البرجوازية التي نشأت داخل الحزب الطليعي نفسه، ولتغيير كافة جوانب البنية الفوقية الاجتماعية. ويُستخدم بشكل متكرر شعار استمرار النضال الطبقي ويُدعَم في ظل النظام الاشتراكي. ويعطي الماويون الأولوية لعلاقات الإنتاج على القوى المنتجة، وينتقدون توجه جوزيف ستالين الذي يرى أن تأثير البرجوازية في ظل مرحلة متقدمة من الاشتراكية، إنما يعود إلى القوى الخارجية (إلى الاستبعاد الكامل للقوى الداخلية بشكل تقريبي) وتؤكد للمرة الثانية بقوة على جدلية البناء الفوقي والبناء التحتي (إذ أنه لا يكفي التحول الواعي للبنية التحتية من تلقاء نفسها، ولكن يجب أيضًا على البنية الفوقية أن تتحول بشكل واعٍ).

### الاختلافات مع فكر ماو تسي تونغ
نجد فيما يلي أكثر ثلاثة اختلافات مرصودة بين النظرية الماركسية اللينينية الماوية، وبين فكر ماو تسي تونغ:
1. تعتبر النظرية الماركسية اللينينية الماوية، بمثابة مرحلة أعلى من النظرية الماركسية اللينينية، مثلما تعتبر الماركسية اللينينية بمثابة مرحلة أعلى من النظرية الماركسية. ومع ذلك يُعتبر فكر ماو تسي تونغ مجرد تطبيق للماركسية اللينينية على خصوصية الثورة الصينية.
2. تعتبر النظرية الماركسية اللينينية الماوية، قابلة للتطبيق عالميًا، في حين أن بعض الجوانب من فكر ماو تسي تونغ لا يمكنها ذلك بشكل عام.
3. ترفض النظرية الماركسية اللينينية الماوية، تطبيق نظرية العوالم الثلاثة تمامًا لدى دينج شياو بينج.[8]

يناقش الكاتب الكندي موفاواد بول، تمايزات النظرية الماركسية اللينينية الماوية، في كتابه الصادر عام 2016 بعنوان (الاتصال والانقطاع). يتبنى موفاواد بول المنظور المقبول بشكل شائع من تلك النظرية، حول التطور التاريخي للفلسفة الماوية، موضحًا أن الماوية –بوصفها تطورت في الحقبة المعاصرة- لم تظهر حتى عام 1988 مع صيغتها المركبة كما قدمها الحزب الشيوعي في بيرو، والمعروف بشكل شائع باسم الدرب المضيء.

## التأثير من الناحية الدولية

### الأبعاد الدولية
ربما كانت الحركة الدولية الثورية هي أكثر الجوانب الدولية البارزة من النظرية الماركسية اللينينية الماوية. وتأسست تلك الحركة في عام 1984 واشتملت على منظمات مثل الحزب الشيوعي في بيرو والمعروف أيضًا باسم الدرب المضيء؛ وكذلك الحزب الشيوعي في نيبال (الماوي)، والمعروف حاليًا باسم الحزب الشيوعي الموحد في نيبال (الماوي). ويبدو الآن أن تلك الحركة الدولية قد تلاشت أو على وشك التلاشي. فلم تنشر المجلة المرتبطة بالحركة موضوعًا منذ عام 2006، والتي تعرف باسم (عالَم ينتصر)، على الرغم من استمرار نشر خدمة أخبار عالم ينتصر، على الإنترنت بشكل منتظم. بالإضافة إلى أن العديد من منظمات الحركة العالمية السابقة، أصبحت في حالة نقد متزايد تجاه بعضها البعض، ونتج عن ذلك العديد من الانشقاقات العامة.
الهند
يُعتبر الحزب الشيوعي الهندي (الماوي) حزبًا سياسيًا، إذ يهدف إلى الإطاحة بالحكومة الهندية. وتأسس في 21 سبتمبر 2004 عبر الاندماج بين الحرب الشعبية للحزب الشيوعي في الهند (الماركسي اللينيني) مع المركز الشيوعي الماوي في الهند. اُعلن عن هذا الاندماج بشكل علني في 14 أكتوبر من نفس العام. وتأسست لجنة مركزية مؤقتة لهذا الاندماج تحت قيادة زعيم الحرب الشعبية السابق موبالا لاكشمانا راو (الملقب باسم جاناباتي) بوصفه الأمين العام. وتحظر الحكومة الهندية الآن، هذا الحزب بوصفه منظمة إرهابية.